# Salete (Santa Catarina)
Salete é um município brasileiro do estado de Santa Catarina.

## História
Salete, antes de ser colonizada em 1925, era conhecida por Entre Rios por imigrantes italianos e alemães vindos das comunidades vizinhas em busca de novas terras para cultivo. Depois ficou conhecida como Ribeirão Grande, pertencendo a Taió até 1961, quando se tornou independente e mudou o nome para Salete. 
Salete recebeu status de município pela lei estadual nº 799 de 20 de dezembro de 1961, com território desmembrado de Taió.
O nome é uma homenagem a Nossa Senhora da Salete, cuja imagem foi colocada num seminário construído pelos padres no Morro do Santuário, em 1937

## Geografia
Localiza-se a uma latitude 26º58'48" sul e a uma longitude 49º59'59" oeste, estando a uma altitude de 500 metros. Sua população estimada em 2007 é de 7 432 habitantes.
Possui uma área de 210,00 km². Salete está a uma distância de: 17 km de Taió, 57 km de Pouso Redondo, 75 km de Rio do Sul  e 185 km de Blumenau.
Situa-se num vale montanhoso, com relevo acidentado e declivoso, beneficiado por  abundantes rios formadores do rio Itajaí do Oeste, possui uma bacia hidrográfica bem drenada, com rios nervosos. Sua formação florística é proveniente de remanescente da Floresta de Mata Atlântica. 
Sua etnia é proveniente de alemães, italianos e polacos.

## Economia
As principais atividades agrícolas desenvolvidas são: cultivo de tabaco, bovino de leite, avicultura, suinocultura e produção de grão para consumo próprio.
Atividades industriais destaca-se: madeireiras, metalúrgicas e confecções de roupa.
Destaca-se no turismo religioso : Morro do Santuário, Santuário da Nossa Senhora de Fátima (Gruta de Fátima), e turismo de aventura com algumas cachoeiras (Santa Margarida, Rio América, Braço do Torete, Barra Grande e outras). A cidade chegou a contar com um zoológico durante pouco tempo, num projeto que utilizou o parque do antigo Seminário dos padres, mas infelizmente tudo foi abandonado. Com longa tradição, a cidade realiza o maior evento desportivo familiar do BRASIL, o Torneio Familiar de Futsal, que ocorre anualmente no mês de Abril, alternando as datas, de acordo com o calendário (costumeiramente ocorre no terceiro final de semana de abril). Este evento consta com 40 famílias participantes de várias regiões do estado de SC. O evento ocorre em 3 dias, com abertura sempre na sexta-feira e finalizando no domingo.